# 哈費爾巴廷
哈費爾巴廷（羅馬化：Ḥafar al-Bāṭin）是沙特阿拉伯的城市，位於首都利雅得以北480公里，由東部省負責管轄，距離與伊拉克接壤邊境約70公里，2005年人口338,636。波斯灣戰爭期間，伊拉克在1991年2月14日投下至少2枚導彈，4名平民受傷。

## 外部連結
- Central Department of Statistics and Informations （阿拉伯文）
- The Saudi Arabian Information Resource（页面存档备份，存于）
- Otaishan assigned governor of Hafr albatin 2011（页面存档备份，存于） （阿拉伯文）